# Letur
Letur ist ein Ort und eine aus dem Hauptort sowie mehreren Weilern (pedanías) und Einzelgehöften (fincas) bestehende Gemeinde (municipio) mit 922 Einwohnern (Stand: 2024) im Südwesten der Provinz Albacete in der autonomen Region Kastilien-La Mancha. Die neben Letur zur Gemeinde gehörenden Ortschaften sind Abejuela, Dehesa de Iznar und La Fuente de la Sabina.

## Lage und Klima
Letur liegt inmitten der Berglandschaft der Sierra de Alcaraz ca. 85 km (Fahrtstrecke) südsüdwestlich der Provinzhauptstadt Albacete in einer Höhe von ca. 720 m. Im Winter ist das Klima wegen der Höhenlage durchaus kühl, im Sommer dagegen warm; die geringen Niederschlagsmengen (ca. 467 mm/Jahr) fallen – mit Ausnahme der nahezu regenlosen Sommermonate – verteilt übers ganze Jahr.

## Bevölkerungsentwicklung
| Jahr      | 1970 | 1981 | 1991 | 2001 | 2011 | 2021 |
| Einwohner | 2457 | 2021 | 1449 | 1217 | 1073 | 901  |

## Sehenswürdigkeiten
- Burgruine von Letur

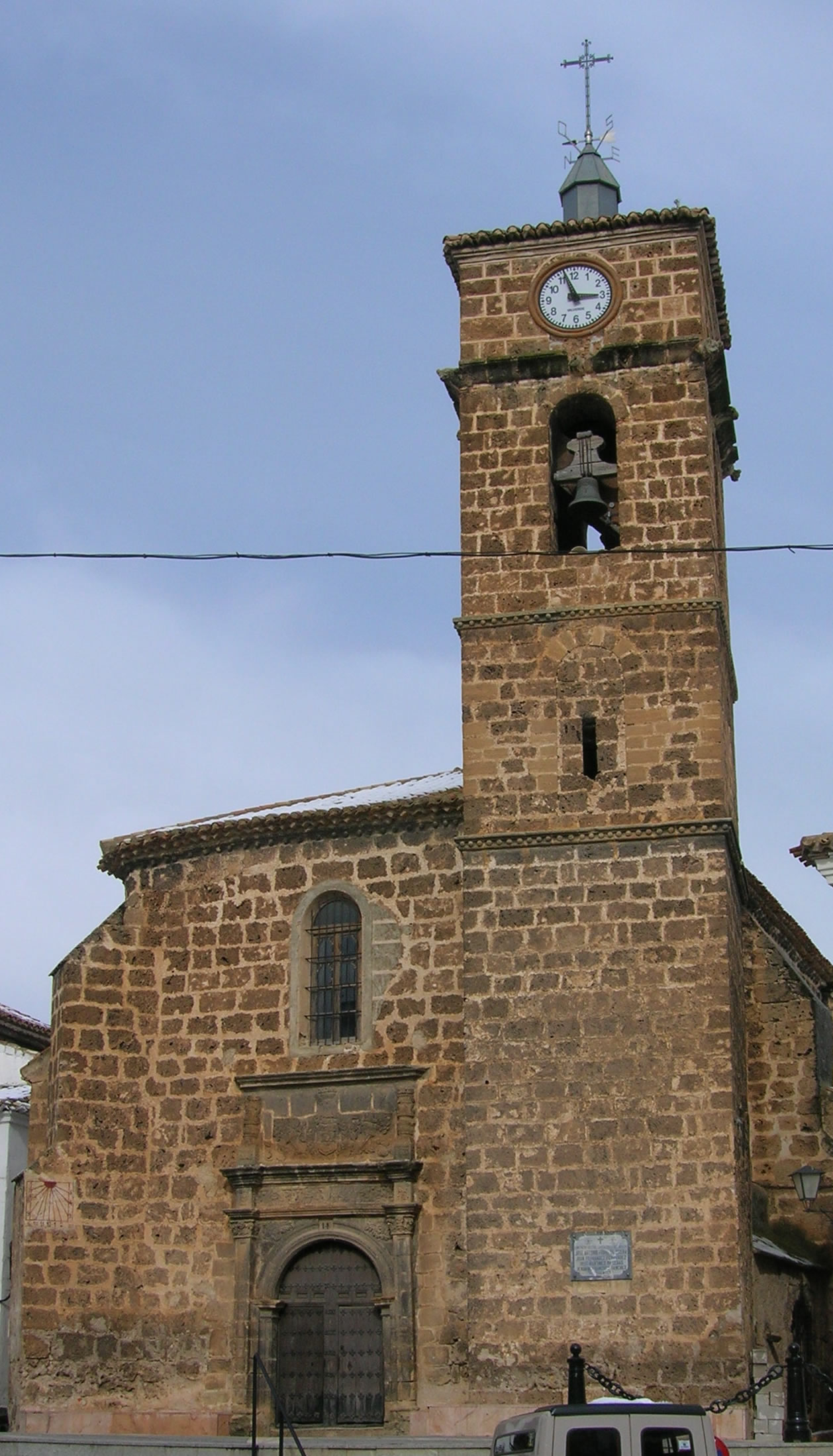
Kirche Mariä Himmelfahrt
- Sebastianuskapelle
- Bartholomäuskapelle

- Kirche Mariä Himmelfahrt